# Takielunek

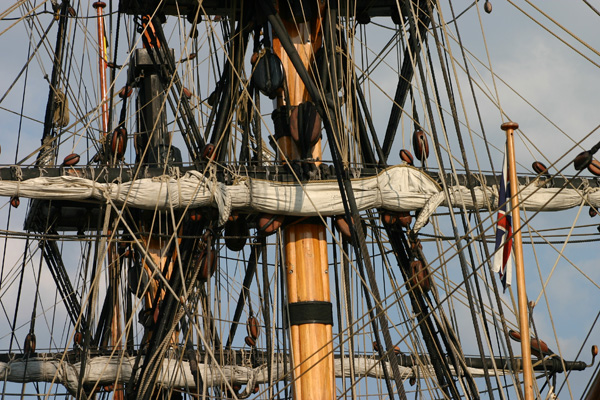
Takielunek

Takielunek (od niem. Takelung / Taklung) – termin żeglarski oznaczający tę część osprzętu żaglowego na statku wodnym o napędzie żaglowym, która jest aktualnie rozmieszczona na jednostce w celu użytkowania.

## Analiza
Termin ten stosowany jest w kilku zakresach:
- w znaczeniu najwęższym:
Wszystkie liny zainstalowane na żaglowcu, a więc zarówno liny olinowania stałego jak i ruchomego, wraz z całym ruchomym osprzętem służącym do zainstalowania tych lin, jak: bloczki, krętliki, ściągacze itp...
- w znaczeniu szerszym:
Wszystkie ruchome lub łatwo demontowalne (np. poprzez odpięcie, zdjęcie, odblokowanie itp.) rzeczy związane z napędem żaglowym znajdujące się na żaglowcu powyżej pokładu, a więc: olinowanie, ruchome drzewca, oraz reszta sprzętu. W tym znaczeniu takielunek to np. wszystko to, co się demontuje na czas zimowania jednostki.
- w znaczeniu najszerszym:
Wszystko powyżej linii pokładu łącznie z masztami. W tym znaczeniu takielunek określa typ jednostki. Mówi się wtedy, że jednostka jest otaklowana jako jol, kecz, fregata, szkuner itp.

Taklowanie, albo otaklowanie jednostki (ang. rigging), to przygotowanie jednostki do żeglugi poprzez zamocowanie całego niezbędnego wyposażenia na zewnątrz kadłuba. Podobnie roztaklowanie.
Pracownik zajmujący się taklowaniem to takielarz.
Takielarnia to wydział stoczni, w którym takie prace się wykonuje.
Etymologia: jęz. staroniemiecki: takel – lina